# Дест, Сержиньо
Сержи́ньо Джанни Дест (нидерл. и англ. Sergiño Gianni Dest; род. 3 ноября 2000, Алмере, Флеволанд) — американский и нидерландский футболист, защитник нидерландского клуба ПСВ и сборной США.
Дест родился в семье американца суринамского происхождения и нидерландки и принял решение выступать за родину отца.

## Клубная карьера

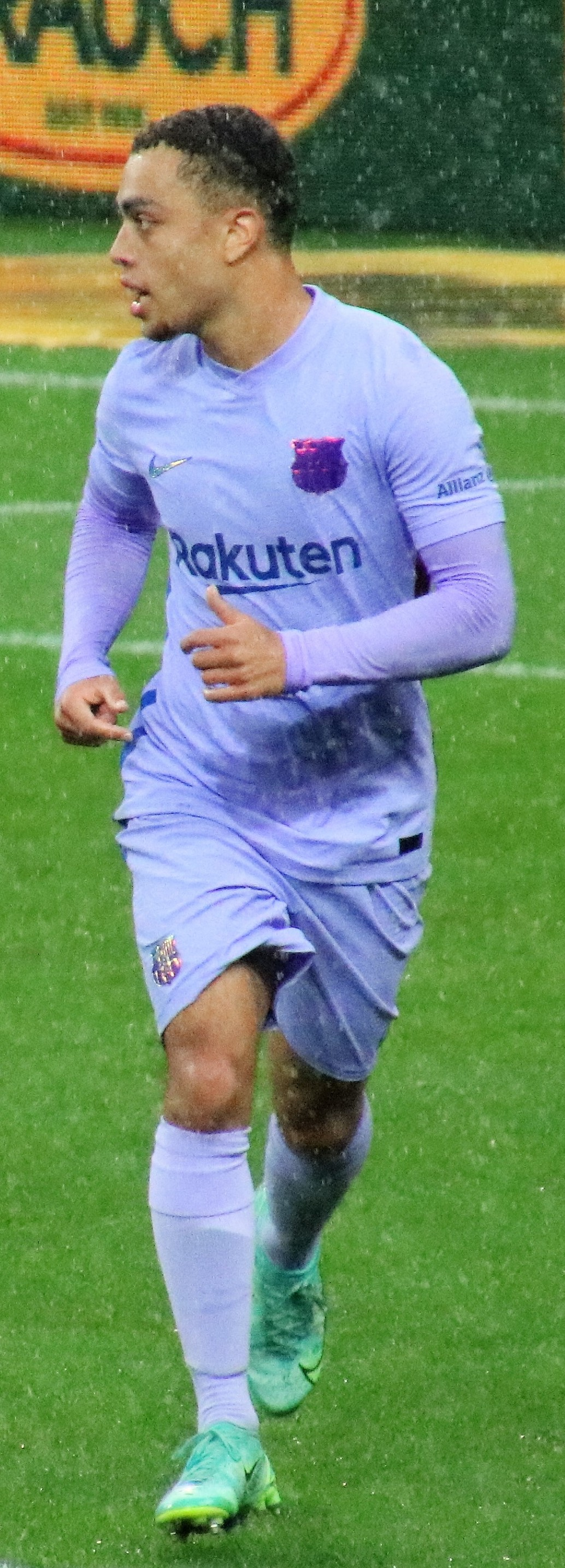
Дест в составе «Барселоны»

Дест — воспитанник клубов «Алмере Сити» и столичного «Аякса». В 2018 году Сержиньо начал выступать за дублирующий состав последних. В первом дивизионе за «Йонг Аякс» дебютировал 15 октября в матче против Йонг ПСВ, встреча завершилась поражением его команды со счётом 2:1. 30 ноября забил свой первый гол, отличившись в матче с «Твенте». В декабре 2018 года подписал свой первый контракт с «Аяксом» до июня 2021 года.
1 октября 2020 года перешёл в испанскую «Барселону». Сумма трансфера составила 21 млн евро. Дебютировал 4 октября в матче против «Севильи», заменив Жорди Альбу на 75-й минуте матча. Матч закончился со счётом 1:1.
25 ноября 2020 года в рамках турнира Лиги чемпионов в матче против киевского «Динамо» забил дебютный гол за «Барселону». 21 марта 2021 года забил свои первые голы в рамках чемпионата Испании в выездном матче против «Реал Сосьедада» (6:1), отметившись дублем на 43-й и 53-й минутах игры.
1 сентября 2022 года перешёл на правах аренды в итальянский «Милан» до конца сезона 2022/23 с опцией выкупа.
21 августа 2023 года отправился в годичную аренду в нидерландский ПСВ с опцией выкупа.

## Международная карьера
В 2017 году в составе юношеской сборной США Дест принял участие в юношеском чемпионате мира в Индии.
В 2018 году в составе молодёжной сборной США Дест выиграл молодёжный чемпионат КОНКАКАФ. На турнире он сыграл в матчах против команд Пуэрто-Рико, Американских Виргинских Островов, Тринидада и Тобаго и Суринама.
За основную сборную США Дест дебютировал 6 сентября 2019 года в товарищеском матче со сборной Мексики. 25 марта 2021 года забил свой дебютный гол за сборную США в товарищеском матче против сборной Ямайки (4:1), открыв счёт в матче на 34-й минуте матча с передачи Юнуса Мусы.
Был включён в состав сборной на чемпионат мира 2022.

### Голы за сборную США
| #   | Дата            | Место                                   | Противник  | Результат | Счет | Соревнование                       |
| --- | --------------- | --------------------------------------- | ---------- | --------- | ---- | ---------------------------------- |
| 01. | 25 марта 2021   | Винер-Нойштадт, Винер-Нойштадт, Австрия | Ямайка     | 1:0       | 4:1  | Товарищеский матч                  |
| 02. | 13 октября 2021 | Лоуэр-дот-ком Филд, Колумбус, США       | Коста-Рика | 1:1       | 1:1  | Чемпионат мира 2022 (квалификация) |

## Достижения

### Клубные
«Аякс»
- Обладатель Суперкубка Нидерландов: 2019

«Барселона»
- Обладатель Кубка Испании: 2020/21

ПСВ
- Чемпион Нидерландов: 2023/24, 2024/25
- Обладатель Суперкубка Нидерландов: 2025

### Международные
Сборная США
- Победитель Лиги наций КОНКАКАФ (3): 2019/20[25], 2022/23[26][27], 2023/24[28][29]

Сборная США (до 20 лет)
- Победитель молодёжного чемпионата КОНКАКАФ: 2018

## Статистика выступлений
| Клуб             | Сезон            | Лига | Лига | Кубок | Кубок | Европейские кубки | Европейские кубки | Прочие | Прочие | Итого | Итого |
| Клуб             | Сезон            | Игры | Голы | Игры  | Голы  | Игры              | Голы              | Игры   | Голы   | Игры  | Голы  |
| ---------------- | ---------------- | ---- | ---- | ----- | ----- | ----------------- | ----------------- | ------ | ------ | ----- | ----- |
| Йонг Аякс        | 2018/19          | 17   | 1    | —     | —     | —                 | —                 | —      | —      | 17    | 1     |
| Йонг Аякс        | 2019/20          | 1    | 0    | —     | —     | —                 | —                 | —      | —      | 1     | 0     |
| Йонг Аякс        | Итого            | 18   | 1    | —     | —     | —                 | —                 | —      | —      | 18    | 1     |
| Аякс             | 2019/20          | 20   | 0    | 4     | 2     | 10                | 0                 | 1      | 0      | 35    | 2     |
| Аякс             | 2020/21          | 3    | 0    | 0     | 0     | 0                 | 0                 | —      | —      | 3     | 0     |
| Аякс             | Итого            | 23   | 0    | 4     | 2     | 10                | 0                 | 1      | 0      | 38    | 2     |
| Барселона        | 2020/21          | 30   | 2    | 3     | 0     | 7                 | 1                 | 1      | 0      | 41    | 3     |
| Барселона        | 2021/22          | 21   | 0    | 1     | 0     | 9                 | 0                 | 0      | 0      | 31    | 0     |
| Барселона        | Итого            | 51   | 2    | 4     | 0     | 16                | 1                 | 1      | 0      | 72    | 3     |
| Милан            | 2022/23          | 8    | 0    | 1     | 0     | 4                 | 0                 | 1      | 0      | 14    | 0     |
| Милан            | Итого            | 8    | 0    | 1     | 0     | 4                 | 0                 | 1      | 0      | 14    | 0     |
| ПСВ              | 2023/24          | 25   | 2    | 2     | 0     | 10                | 0                 | —      | —      | 37    | 2     |
| ПСВ              | 2024/25          | 7    | 0    | 0     | 0     | 0                 | 0                 | 0      | 0      | 7     | 0     |
| ПСВ              | Итого            | 32   | 2    | 2     | 0     | 10                | 0                 | 0      | 0      | 44    | 2     |
| Всего за карьеру | Всего за карьеру | 132  | 5    | 11    | 2     | 40                | 1                 | 3      | 0      | 186   | 8     |